# Trudna droga z piekła
The Long Hard Road Out Of Hell to książka wydana w 1998. Polski tytuł to Trudna droga z piekła (wyd. Kagra, grudzień 2000).
Jest to autobiografia Marilyna Mansona przedstawiająca życie Briana Warnera od dzieciństwa w Ohio do wydania drugiej płyty Antichrist Superstar i trasy koncertowej Dead to the World w 1996.